# برنامج التقييم الصحي الشامل
برنامج التقييم الصحي الشامل هو نظام ناجح سريرياً يقوم بتزويد تاريخ طبي شامل للمرضى ذوي الإعاقات، يجرى تخزين المعلومات في موقع مركزي واحد، بعد استكمال المريض مع مقدمي الرعاية والممارسين.
برنامج التقييم الصحي الشامل يُستخدم حاليا من قبل حكومة كوينزلاند كذلك ولايات أخرى في أستراليا.
تم تصميم البرنامج في جامعة كوينز لاند من قبل الدكتور نك لنوكس.

## روابط إضافية
- Queensland Government CHAP